# Koruzna vešča
Koruzna vešča (znanstveno ime Ostrinia nubilalis), je nočni metulj iz družine travniških vešč (Crambidae), znan kot škodljivec, čigar gosenice se prehranjujejo s povrhnjico in strženom različnih vrst, med katerimi je najpomembnejša koruza. Domovina koruzne vešče je Evropa, v Severni Ameriki pa se je prvič pojavila leta 1917 v Massachusettsu, čeprav so jo v ZDA verjetno iz Evrope zanesli že nekaj let prej. Od tam se je vrsta razširila tudi v Kanado in na zahod ZDA, vse do Skalnega gorovja.

## Opis
Odrasli samci koruzne vešče dosežejo v dolžino do 25 mm in imajo premer kril med 1,9 in 2,5 cm. Vzorec sprednjih kril je tipičen, z dvema cikcakastima črtama ob zunanjem robu krila in eno na prvi tretjini krila. Srednje polje krila je navadno temnejše, pogosto rdečerjavo, vendar barva tega polja lahko zelo variira, od svetle do temne. V zgornjem delu tega polja je tudi romboidna pega svetlejše barve. Samica je nekoliko večja od samca, velika med 25 in 30 mm in je svetlejše barve, svetlorjava do malo rumenkasta. Krila so bolj enobarvna, z manj značilnimi vzorci kot pri samcu. Zadnji par kril je pri obeh spolih enak in ima pred zunanjim robom širšo svetlo progo.

Odrasle samice živijo od 18 do 24 dni, med tem časom pa izležejo med 400 in 600 jajčec. 

## Življenjski cikel
Koruzna vešča ima štiri razvojne stopnje; jajčece, larva, buba in imago. Samice svoja jajčeca odlagajo na spodnjo stran listov gostiteljske rastline, v skupkih po nekaj jajčec. Jajčeca so prosojna, bele do svetlosive barve. Po izgledu zelo spominjajo na skupek ribjih lusk in se na podoben način tudi prekrivajo. Skupki so lahko okrogle ali vzdolžne oblike in vsebujejo od 10 do 30 jajčec, ki so prekrita s svetlečo voščeno snovjo, ki jajčeca ščiti pred zunanjimi vplivi. Dan do dva pred izleganjem se jajčeca črno obarvajo, v njih pa so takrat že vidne ličinke.
Ličinke so gosenice, ki v dolžino dosežejo med 1,9 in 2,5 cm. Barva variira od svetlo rjave do rožnato sive, glava je rjava. Vzdolž telesa ima posejane vzdolžne vrste črnih do temnorjavih peg, iz katerih izraščajo dlake. Poleg treh parov oprsnih nog ima še 5 parov trebušnih nog. V svojem razvoju se 5-6 krat levi. Sprva se gosenice hranijo s povrhnjico listov in s pelodom, kasneje pa se pogosto zavrtajo v glavno listno žilo na listu ali ob kolencu v internodiju. Gosenice začnejo vrtati v steblo od tretjega razvojnega stadija naprej. Gosenice, ki se hranijo na metlici se pogosto zavrtajo v stržen metlice, ki ga kasneje zapustijo in se zavrtajo nižje. Povprečno se gosenice po 50 dneh zabubijo v steblu, redkeje pa tudi v zalistjih.
Prezimijo odrasle gosenice, in sicer v spodnjem delu stebla, saj je ta del manj izpostavljen zimskim temperaturam in vetrovom, spomladi pa je primerno vlažen za zabubljenje.

## Škodljivec in njegov nadzor
V Sloveniji koruzna vešča napada hmelj, papriko, krizanteme, peso, fižol, krompir, paradižnik, zeleno in proso. Med divje rastočimi rastlinami pa je najpomembnejši gostitelj divji pelin.
Eden od teh ukrepov za omejevanje populacije koruzne vešče v Sloveniji je predpisan z Odlokom o zatiranju prosene/koruzne vešče na območju SR Slovenije (Ul. SRS, št. 20/78). Po tem odloku je potrebno vso koruznico podorati najkasneje do konca aprila. S stališča boljšega uspeha tega ukrepa je podoravanje veliko primernejše že v jesenskem času, saj gosenice v podoranih steblih preko zime okužijo glive in bakterije, ki prizadenejo veliko večino gosenic.
Ena od možnosti je tudi zatiranje koruzne vešče z naravnimi sovražniki, ki pa jih je treba pravočasno vnesti na parcele. Te ukrepe izvajajo v več mediteranskih državah, kjer uporabljajo parazitoide jajčec. Pri tem uporabljajo različne vrste najezdnikov iz rodu Trichogramma. Eden od ukrepov za biološki nadzor je tudi vnašanje entomopatogene glive Beauveria bassiana na njive, kjer je prisoten škodljivec.